# شعب المشتر (ردفان)

تعديل مصدري - تعديل

شعب المشتر هي إحدى قرى عزلة الحبيلين بمديرية ردفان التابعة لمحافظة لحج، بلغ تعداد سكانها 86 نسمة حسب تعداد اليمن لعام 2004.